# Liste der Naturdenkmäler im Bezirk Scheibbs
Die Liste der Naturdenkmäler im Bezirk Scheibbs enthält die Naturdenkmäler im Bezirk Scheibbs.

## Naturdenkmäler
| Foto |                 | Name                                           | ID      | Standort | Beschreibung | Fläche | Datum      |
| ---- | --------------- | ---------------------------------------------- | ------- | --- | --- | ------ | ---------- |
| 1    | Datei hochladen | 1 Linde                                        | SB-126  | Gaming KG: Gaming GrStNr: .112/1 Standort | |        | 24.08.1989 |
| 0 BW | Datei hochladen | 1 Sommerlinde                                  | SB-072  | Gaming KG: Gaming GrStNr: 123 Standort | |        | 27.01.1953 |
| 1    | Datei hochladen | 2 Stieleichen                                  | SB-103  | Gaming KG: Gaming GrStNr: 3156/2 Standort | |        | 28.01.1975 |
| 1    | Datei hochladen | Baumgruppe am Umberg                           | SB-127  | Gaming KG: Gaming GrStNr: 109/1 Standort | Die Baumgruppe am Umberg (Gemeinde Gaming) bestand zum Zeitpunkt der Unterschutzstellung im Jahr 1990 aus 9 Eichen, einer Ulme und einem Bergahorn.                                                                           |        | 14.08.1990 |
| 0 BW | Datei hochladen | 1 Eibe                                         | SB-008  | Gaming KG: Kienberg GrStNr: 3388/2; .325/1 Standort | |        | 18.07.1926 |
| 1    | Datei hochladen | 1 Sommerlinde                                  | SB-038  | Gaming KG: Lackenhof GrStNr: 36/1 Standort | |        | 19.09.1940 |
| 0    | Datei hochladen | Moränenlöcher                                  | SB-007  | Gaming KG: Kienberg GrStNr: 3281/1;3437;3282;3281/2;3435 | |        | 13.09.1927 |
| 0 BW | Datei hochladen | Felsgebilde „Kuhtritt“                         | SB-078  | Gaming KG: Lackenhof GrStNr: 104 Standort | Anmerkung: Objektvermutung lt Land NÖ, Grundstücksgenau |        | 02.10.1956 |
| 1    |                 | Ötscher-Tropfsteinhöhle                        | SB-060  | Gaming KG: Nestelberg GrStNr: 3898/1 Standort | → Hauptartikel : Ötscher-Tropfsteinhöhle f1 |        | 26.08.1942 |
| 0 BW | Datei hochladen | zuckerhutartige Felsgebilde                    | SB-012  | Gaming KG: Nestelberg GrStNr: 3800 Standort | |        | 12.08.1926 |
| 1    | Datei hochladen | 1 Sommerlinde                                  | SB-064  | Gaming KG: Polzberg GrStNr: 652 Standort | |        | 11.06.1955 |
| 1    | Datei hochladen | Felsgebilde (Kalzitdrusenwand)                 | SB-015  | Gaming KG: Polzberg GrStNr: 748/1 Standort | |        | 25.07.1934 |
| 0    |                 | Kartäuserhöhle                                 | SB-H-23 | Gaming KG: Gaming GrStNr: 496/1 | |        | 11.06.1960 |
| 0 BW | Datei hochladen | Rotmoosbach                                    | SB-096  | Göstling an der Ybbs KG: Göstling GrStNr: 256/6; 332/2; 334; 921; 330 Standort | |        | 22.02.1972 |
| 0 BW | Datei hochladen | Zeichenstein Rotmoos                           | SB-115  | Göstling an der Ybbs KG: Göstling GrStNr: 810/1 Standort | Anmerkung: Objektvermutung lt Land NÖ, Grundstücksgenau |        | 27.08.1985 |
| 0 BW | Datei hochladen | 1 Winterlinde                                  | SB-100  | Göstling an der Ybbs KG: Lassing GrStNr: 116/1 Standort | |        | 01.03.1974 |
| 1    | Datei hochladen | Die Not (Klammartige Schlucht d. Steinbaches)  | SB-059  | Göstling an der Ybbs KG: Ybbssteinbach GrStNr: 229/1; 268; 366/4; 371/2; 371/6 Standort | → Hauptartikel : Steinbach |        | 04.08.1941 |
| 1    | Datei hochladen | Stiegengraben                                  | SB-131  | Göstling an der Ybbs KG: Steinbachmauer GrStNr: 1330/3; 253 Standort | |        | 07.07.1993 |
| 0    |                 | Hochkarschacht                                 | SB-H-22 | Göstling an der Ybbs KG: Lassing GrStNr: 453/1 | |        | 18.11.1966 |
| 0 BW | Datei hochladen | 1 Stieleiche                                   | SB-080  | Gresten KG: Gresten GrStNr: 1877/2 Standort | |        | 03.04.1957 |
| 1    | Datei hochladen | 1 Eiche                                        | SB-040  | Gresten KG: Ybbsbachamt GrStNr: 2979 Standort | Anmerkung: Objektvermutung lt Land NÖ, Grundstücksgenau |        | 01.11.1940 |
| 0 BW | Datei hochladen | 1 Eiche                                        | SB-051  | Gresten KG: Ybbsbachamt GrStNr: 3010/3 Standort | Anmerkung: Objektvermutung lt Land NÖ, Grundstücksgenau |        | 01.11.1940 |
| 0 BW | Datei hochladen | 1 Linde                                        | SB-050  | Gresten KG: Ybbsbachamt GrStNr: 3010/3 Standort | Anmerkung: Objektvermutung lt Land NÖ, Grundstücksgenau |        | 01.11.1940 |
| 0 BW | Datei hochladen | 1 Rosskastanie                                 | SB-053  | Gresten KG: Ybbsbachamt GrStNr: 3032/1 Standort | |        | 01.11.1940 |
| 1    | Datei hochladen | Stiegengraben                                  | SB-131  | Lunz am See KG: Ahorn GrStNr: 1202/1 Standort | |        | 07.07.1993 |
| 0 BW | Datei hochladen | 1 Winterlinde                                  | SB-099  | Lunz am See KG: Ahorn GrStNr: 494/3 Standort | |        | 14.01.1974 |
| 1    | Datei hochladen | Kalktuff-Quelle                                | SB-135  | Lunz am See KG: Ahorn GrStNr: 99; 61/1 Standort | Anmerkung: Objektvermutung lt Land NÖ, Grundstücksgenau |        | 13.11.2001 |
| 0 BW | Datei hochladen | 1 Sommerlinde                                  | SB-089  | Lunz am See KG: Bodingbach GrStNr: 80 Standort | |        | 06.12.1961 |
| 1    | Datei hochladen | 1 Rotbuche                                     | SB-037  | Lunz am See KG: Lunzamt GrStNr: 319 Standort | |        | 16.01.1941 |
| 1    | Datei hochladen | Lunzer See                                     | SB-017  | Lunz am See KG: Lunzamt GrStNr: 360 Standort | → Hauptartikel : Lunzer See f1 |        | 13.06.1967 |
| 0    |                 | Lechnerweidhöhle                               | SB-H-26 | Lunz am See KG: Seekopf GrStNr: 140/8 | |        | 28.03.1971 |
| 0    |                 | Hirschtränkenhöhle                             | SB-H-21 | Lunz am See KG: Seekopf GrStNr: 140/8 | |        | 18.10.1974 |
| 0 BW | Datei hochladen | Feuchtwiese                                    | SB-129  | Oberndorf an der Melk KG: Lehen bei Oberndorf GrStNr: 13, 437/1 Standort | |        | 18.05.1993 |
| 0 BW | Datei hochladen | Stieleiche                                     | SB-133  | Oberndorf an der Melk KG: Oberndorf an der Melk GrStNr: 652/1 Standort | |        | 14.02.1914 |
| 1    | Datei hochladen | Felsgebilde Teufelskirche                      | SB-013  | Puchenstuben KG: Puchenstuben GrStNr: 793/1; 793/2 Standort | Die Teufelskirche ist ein rund 20 m hoher Felsturm aus Rauhwacken-Konglomerat am rechten Ufer der Erlauf neben dem markierten Weg. Durch sie führt eine 4 × 4 m große und 5 m lange Durchgangshöhle (Katasternummer 1836/25). |        | 16.04.1926 |
| 1    | Datei hochladen | Erlaufschlucht                                 | SB-097  | Purgstall an der Erlauf KG: Hochrieß, Purgstall, Schauboden GrStNr: 258; 320/1; 287; 260/1; 272/1; 259; 277/3; 260/2; 272/2; 48; 49; 51; 79; 95, 727; 269, 225; 226; 230/1; 232/1; 234/6; 236/1; 241/4; 243/6; 245/10; 245/2; 248; 19; 152; 167; 144; 107; 91; 69; 124; 153; 147; 46 Standort | |        | 26.05.2006 |
| 0 BW | Datei hochladen | 1 Blutbuche                                    | SB-083  | Purgstall an der Erlauf KG: Purgstall GrStNr: 409 Standort | |        | 14.11.1960 |
| 0 BW | Datei hochladen | 1 Eibe                                         | SB-086  | Purgstall an der Erlauf KG: Purgstall GrStNr: 409 Standort | |        | 14.11.1960 |
| 0 BW | Datei hochladen | 1 Ginkgobaum                                   | SB-085  | Purgstall an der Erlauf KG: Purgstall GrStNr: 409 Standort | |        | 14.11.1960 |
| 1    | Datei hochladen | 2 Winterlinden                                 | SB-098  | Purgstall an der Erlauf KG: Purgstall GrStNr: 389/4 Standort | |        | 04.10.1973 |
| 1    | Datei hochladen | 1 Sommerlinde                                  | SB-093  | Purgstall an der Erlauf KG: Rogatsboden GrStNr: 491/1 Standort | |        | 18.08.1969 |
| 1    | Datei hochladen | 1 Stieleiche                                   | SB-102  | Purgstall an der Erlauf KG: Schauboden GrStNr: 144/1 Standort | |        | 26.07.1974 |
| 0 BW | Datei hochladen | Konglomeratböschung                            | SB-128  | Purgstall an der Erlauf KG: Zehnbach GrStNr: 117; 118; 122 Standort | |        | 28.11.1991 |
| 0 BW | Datei hochladen | 1 Winterlinde                                  | SB-134  | Purgstall an der Erlauf KG: Petzelsdorf GrStNr: 854/1 Standort | |        | 26.06.2001 |
| 0 BW | Datei hochladen | 3 Granitblöcke                                 | SB-022  | Reinsberg KG: Reinsberg GrStNr: 2181/1; 2181/2 Standort | |        | 19.08.1930 |
| 0 BW | Datei hochladen | 1 Eibe                                         | SB-101  | Scheibbs KG: Brandstatt GrStNr: 1041/6 Standort | |        | 23.08.1974 |
| 1    | Datei hochladen | 4 Sommerlinden                                 | SB-068  | Scheibbs KG: Brandstatt GrStNr: 1041/2 Standort | |        | 01.12.1956 |
| 0 BW | Datei hochladen | 1 Winterlinde                                  | SB-105  | Scheibbs KG: Fürteben GrStNr: 258 Standort | |        | 05.09.1975 |
| 1    | Datei hochladen | Felspartien                                    | SB-006  | Scheibbs KG: Fürteben GrStNr: 571/4 Standort | → Hauptartikel : Peutenburger Felsen f1 |        | 10.08.1927 |
| 1    | Datei hochladen | Tuffsteinbruch (Kalktuffablagerung-Tufffelsen) | SB-023  | Scheibbs KG: Neustift bei Scheibbs GrStNr: 262/2 Standort | |        | 10.12.1925 |
| 1    | Datei hochladen | Quelle d. Ursprungbaches u. dessen Umgebung    | SB-087  | Scheibbs KG: Neustift bei Scheibbs GrStNr: 511/1; 299/1; 508/3 Standort | Anmerkung: GstNr. und Position lt. NÖ-Atlas, falsche GstNr 301 |        | 16.12.1960 |
| 1    | Datei hochladen | 1 Sommerlinde                                  | SB-004  | Scheibbs KG: Scheibbs GrStNr: 113/1 Standort | |        | 14.12.1954 |
| 1    | Datei hochladen | 1 Sommerlinde                                  | SB-066  | Scheibbs KG: Scheibbs GrStNr: 106/1 Standort | |        | 26.10.1955 |
| 1    | Datei hochladen | 1 Weißbuche                                    | SB-107  | Scheibbs KG: Scheibbs GrStNr: 336 Standort | |        | 10.10.1975 |
| 1    | Datei hochladen | 3 Linden                                       | SB-024  | Scheibbs KG: Scheibbs GrStNr: .1 Standort | |        | 31.05.1927 |
| 0 BW | Datei hochladen | 1 Stieleiche                                   | SB-094  | Scheibbs KG: Scheibbsbach GrStNr: 84 Standort | Anmerkung: Objektvermutung lt Land NÖ, Grundstücksgenau |        | 06.06.1969 |
| 0 BW | Datei hochladen | 3 Linden                                       | SB-125  | St. Anton an der Jeßnitz KG: Anger GrStNr: 1423/1 Standort | |        | 24.08.1999 |
| 1    | Datei hochladen | Wasserfall Trefflingfall                       | SB-005  | St. Anton an der Jeßnitz KG: Anger GrStNr: 4211/1 Standort | |        | 27.05.1927 |
| 0 BW | Datei hochladen | 1 Eibe                                         | SB-081  | St. Anton an der Jeßnitz KG: Gärtenberg GrStNr: 3292/1 Standort | Anmerkung: Objektvermutung lt Land NÖ, Grundstücksgenau |        | 02.05.1957 |
| 0 BW | Datei hochladen | Sommerlinde                                    | SB-132  | St. Anton an der Jeßnitz KG: Gärtenberg GrStNr: 3251/7 Standort | |        | 19.04.1994 |
| 0 BW | Datei hochladen | 1 Eibe                                         | SB-091  | St. Anton an der Jeßnitz KG: Wohlfahrtsschlag GrStNr: 318 Standort | |        | 18.05.1965 |
| 0 BW | Datei hochladen | 1 Schwarzkiefer                                | SB-067  | St. Georgen an der Leys KG: Dachsberg GrStNr: 684 Standort | Anmerkung: Objektvermutung lt Land NÖ, Grundstücksgenau |        | 21.02.1956 |
| 0 BW | Datei hochladen | 1 Eibe                                         | SB-056  | Steinakirchen am Forst KG: Außerochsenbach GrStNr: 607/1 (alt: 607) Standort | |        | 19.11.1926 |
| 0 BW | Datei hochladen | 1 Eibe                                         | SB-088  | Wang KG: Reidlingberg GrStNr: 498/2 Standort | Anmerkung: Objektvermutung lt Land NÖ, Grundstücksgenau |        | 06.12.1961 |
| 1    | Datei hochladen | 1 Stieleiche                                   | SB-054  | Wang KG: Reidlingberg GrStNr: 269 Standort | |        | 09.11.1926 |
| 0 BW | Datei hochladen | 1 Platane                                      | SB-113  | Wieselburg-Land KG: Weinzierl GrStNr: 1 Standort | Im Garten von Schloss Weinzierl steht eine seit 1983 geschützte Platane. Zum Zeitpunkt der Unterschutzstellung hatte sie eine Höhe von 24 m und einen Stammumfang von 4,50 m.Anmerkung: Objektvermutung, im Schlossgarten     |        | 10.08.1983 |

## Ehemalige Naturdenkmäler
| Foto |                 | Name                                            | ID     | Standort                                                                      | Beschreibung                                               | Fläche | Datum      |
| ---- | --------------- | ----------------------------------------------- | ------ | ----------------------------------------------------------------------------- | ---------------------------------------------------------- | ------ | ---------- |
| 0    | Datei hochladen | 1 Bergahorn                                     | SB-071 | Gaming KG: Polzberg GrStNr: 681                                               |                                                            |        | 10.09.1952 |
| 0    | Datei hochladen | 1 Eibe                                          | SB-030 | Göstling an der Ybbs KG: Hochreith GrStNr: 113                                |                                                            |        | 21.11.1940 |
| 1    | Datei hochladen | 1 Sommerlinde                                   | SB-079 | Gresten KG: Gresten GrStNr: 6427/2 Standort                                   |                                                            |        | 19.02.1957 |
| 0    | Datei hochladen | 1 Eiche                                         | SB-039 | Gresten KG: Ybbsbachamt GrStNr: 2979                                          |                                                            |        | 01.11.1940 |
| 0    | Datei hochladen | 1 Eiche                                         | SB-048 | Gresten KG: Ybbsbachamt GrStNr: 2979                                          |                                                            |        | 01.11.1940 |
| 0 BW | Datei hochladen | 3 Linden                                        | SB-019 | Lunz am See KG: Lunzdorf GrStNr: 5/10 Standort                                |                                                            |        | 13.08.1940 |
| 0    | Datei hochladen | Permafrostboden                                 | SB-123 | Puchenstuben KG: Puchenstuben GrStNr: 815/1                                   |                                                            |        | 22.12.1987 |
| 0    | Datei hochladen | 1 Winterlinde                                   | SB-109 | Purgstall an der Erlauf KG: Sölling GrStNr: 595                               |                                                            |        | 19.11.1976 |
| 1    | Datei hochladen | 1 Stieleiche                                    | SB-062 | Purgstall an der Erlauf KG: Petzelsdorf GrStNr: 117 Standort                  |                                                            |        | 09.05.1950 |
| 0 BW | Datei hochladen | Krokuswiese                                     | SB-092 | Randegg KG: Franzenreith GrStNr: 848 Standort                                 |                                                            |        |            |
| 0    | Datei hochladen | Felsgebilde                                     | SB-001 | St. Anton an der Jeßnitz KG: Anger GrStNr: 1399/1                             |                                                            |        | 10.09.1926 |
| 0    | Datei hochladen | 1 Winterlinde                                   | SB-110 | St. Anton an der Jeßnitz KG: St. Anton an der Jeßnitz GrStNr: 636/4; 460      |                                                            |        | 02.02.1978 |
| 0 BW | Datei hochladen | Baumgruppe am Försterkogel                      | SB-108 | Puchenstuben KG: Puchenstuben GrStNr: 31/2; 30/2; 37/2 Standort               |                                                            |        | 03.11.1975 |
| 0 BW | Datei hochladen | 1 Mammutbaum                                    | SB-075 | Reinsberg KG: Reinsberg GrStNr: 2338 Standort                                 |                                                            |        | 04.11.1953 |
| 0 BW | Datei hochladen | Baumgruppe (2 Weymouthskiefern, 1 Douglastanne) | SB-104 | Reinsberg KG: Reinsberg GrStNr: 2338 Standort                                 | Anmerkung: Objektvermutung lt Land NÖ, evtl auf GstNr 2337 |        | 17.09.1975 |
| 1    | Datei hochladen | 1 Bildfichte                                    | SB-090 | St. Anton an der Jeßnitz KG: Anger GrStNr: 1432 Standort                      | Anmerkung: Objektvermutung, Grundstücksgenau               |        | 18.05.1965 |
| 0 BW | Datei hochladen | 1 Eiche                                         | SB-124 | St. Anton an der Jeßnitz KG: St. Anton an der Jeßnitz GrStNr: 2585 Standort   | Anmerkung: Objektvermutung lt Land NÖ, Grundstücksgenau    |        | 24.08.1989 |
| 1    | Datei hochladen | 2 Winterlinden                                  | SB-114 | St. Anton an der Jeßnitz KG: St. Anton an der Jeßnitz GrStNr: 2666/2 Standort |                                                            |        | 19.03.1984 |

| Foto:                    | Fotografie des Naturdenkmals. Klicken des Fotos erzeugt eine vergrößerte Ansicht. Daneben finden sich zwei Symbole: \| Weitere Bilder vorhanden \| Das Symbol bedeutet, dass weitere Fotos des Objekts verfügbar sind. Durch Klicken des Symbols werden sie angezeigt. \| \| Eigenes Foto hochladen \| Durch Klicken des Symbols können weitere Fotos des Objekts in das Medienarchiv Wikimedia Commons hochgeladen werden. \| |
| Name:                    | Bezeichnung des Naturdenkmals laut offiziellen Quellen |
| ID                       | Identifikator |
| Standort:                | Es ist die Gemeinde und falls vorhanden die Adresse angegeben. Darunter sind die Katastralgemeinde (KG) und die Grundstücksnummer angeführt. Durch Aufruf des Links Standort wird die Lage des Denkmals in verschiedenen Kartenprojekten angezeigt. |
| Beschreibung             | Kurze Beschreibung des Naturdenkmals |
| Fläche                   | Fläche des Naturdenkmals in Hektar (ha) |
| Datum                    | Datum oder Jahr der Unterschutzstellung |
| Weitere Bilder vorhanden | Das Symbol bedeutet, dass weitere Fotos des Objekts verfügbar sind. Durch Klicken des Symbols werden sie angezeigt. |
| Eigenes Foto hochladen   | Durch Klicken des Symbols können weitere Fotos des Objekts in das Medienarchiv Wikimedia Commons hochgeladen werden. |